# Fretwork
Fretwork es un consort de instrumentos británico formado por un sexteto de violas da gamba. Fue fundado en Londres, en 1986.
Interpretan principalmente música del Renacimiento y del Barroco, sobre todo música inglesa de las épocas isabelina y jacobina. También han interpretado algunas músicas provenientes de la corte española y de la inglesa. En su repertorio, también han incluido arreglos de obras de Johann Sebastian Bach y música contemporánea compuesta para ellos.

## Discografía
- 1987 - In Nomine. 16th C. English music for viols. Amon Ra 29.
- 1988 - Heart's Ease. Music for viol consort from the late Tudor and early Stuart age. Virgin Veritas 59667.
- 1988 - Armada. Music from the courts of Philip II and Elizabeth I. Con Michael Chance. Virgin Classics 90722.
- 1989 - Cries and Fancies. Gibbons: Fantasias, In Nomines and The Cries of London. Virgin Veritas 45144.
- 1989 - Night's Black Bird. Dowland: Lachrimae Pavans (1604) / Byrd: Consort music.  Con Christopher Wilson. Virgin Veritas 59539 .
- 1990 - Goe Nightly Cares. Dowland: Dances from Lachrimae / Byrd: Consort music & songs. Con Michael Chance  y Christopher Wilson. Virgin Veritas 59586.
- 1991 - Lawes: For ye Violls. Consort Setts for 5 & 6 viols and organ. Virgin Veritas 59021.
- 1992 - A Play of Passion. Songs for the Stage and Consort Music. Con Jeremy Budd y Michael Chance. Virgin Veritas 45007.
- 1993 - Taverner: Missa Mater Christi sanctissima. Con The Sixteen. Hyperion Records CDH55053
- 1993 - Michael Nyman: Time will pronounce. Con James Bowman. Argo 440 282 2
- 1994 - Byrd: The Complete Consort Music. Parte del material había sido publicado previamente. Virgin Veritas 45031.
- 1994 - Purcell: Fantazias & In Nomines. Virgin Veritas 45062.
- 1995 - Lawes: Concord is conquer'd. Consort Setts for 5 & 6 viols / Songs / Pieces for lyra viol. Con Catherine Bott y Paul Nicholson. Virgin Veritas 45147.
- 1995 - Hosanna to the Son of David. Gibbons: Anthems. Junto con The Choir of Trinity College Cambridge. Conifer 51231.
- 1995 - The Early Byrd. Early works for voices, viols and virginals by William Byrd, Vol. 1. Junto con I Fagiolini. Chandos Chaconne 0578.
- 1996 - Locke: Consort of Fower Parts. Con Nigel North y Paul Nicholson. Virgin Veritas 45142.
- 1996 - The Mirrour and Wonder of his Age. John Jenkins: Consort Music. Virgin Veritas 45230.
- 1997 - Sit Fast. Virgin 45217.
- 1997 - George Benjamin: Three Inventions, Upon Silence, Sudden Time, Octet. Nimbus NI 5505
- 1998 - Gavin Bryars: Cadman Requiem. Junto con el Hilliard Ensemble. Point Music 462 511
- 1999 - Celestial Witchcraft. The Private Music of Henry and Charles, Princes of Wales. Con Mark Padmore y Nigel North. Virgin Veritas 45346.
- 2001 - Petrucci: Harmonice Musices Odhecaton. Harmonia Mundi USA 907291.
- 2002 - Bach: The Art of Fugue. Harmonia Mundi USA 907296
- 2002 - John Tavener: The Hidden Face. Con John Tavener. Harmonia Mundi USA 907285
- 2002 - François Roberday: Les Fugues et Caprices. Con André Isoir. Radio France TEM 316023
- 2003 - Tomkins: Above the Starrs. Harmonia Mundi USA 907320.
- 2003 - Lockerby Memorial Concert. Con Gavin Bryars y Hilliard Ensemble. Gavin Bryars Records BCGBCD03.
- 2004 - Senfl: Im Maien. Songs & Consort Music. Harmonia Mundi USA 907334.
- 2004 - With a Merrie Noyse. Gibbons: Second Service & Consort Anthems. Junto con el Choir of Magdalen College, Oxford, Rogers Covey-Crump, etc. Harmonia Mundi USA 907337.
- 2004 - Byrd: Consort Songs Con Emma Kirkby. Harmonia Mundi USA 90 7383.
- 2005 - Bach: Alio Modo. Harmonia Mundi USA 907395
- 2006 - The Cries of London, Junto con Theatre of Voices. Harmonia Mundi USA 90 7214 (CD), 80 7214 (SACD).
- 2006 - Agricola: Chansons. Con Michael Chance. Harmonia Mundi USA 90 7421.
- 2007 - Byrd: Second Service & Consort Anthems. Junto con el Choir of Magdalen College, Oxford y Rogers Covey-Crump. Harmonia Mundi USA 907440.
- 2007 - Tomkins: These Distracted Times. Junto con el Choir of Sidney Sussex College y Alamire. Obsidian Records CD 702.
- 2007 - I heard a voice. The Music of the Golden Age. Junto con el Choir of King's College, Cambridge. EMI 0946 3 94430
- 2008 - Birds on fire. Jewish Music for Viols. Music by Thomas Lupo, Orlando Gough etc. Harmonia Mundi USA 90 7478
- 2008 - River Mouth Echoes. Maja Ratkje. Tzadik 8051
- 2009 - Purcell: The Complete Fantazias. Harmonia Mundi USA 90 7502

Álbumes recopilatorios:
- 1990 - Dowland: Lachrimae. Virgin Veritas 45005.
- 1992 - Music for Viols. Virgin Classics o 777 7 5969I 2 2
- 1994 - The English Viol. Virgin Veritas Editon 61173.
- 1999 - Goe Nightly Cares. Dowland, Byrd: Dances & Songs. Virgin Veritas Editon 61561 (2 CD).
- 2002 - Lawes: Complete Consort Setts. Virgin Veritas Edition 562001 (2 CD).
- 2008 - English Music for Viols. Virgin Classics 395 1642 (5 CD)

Álbumes recopilatorios junto con otros grupos:
- 2008 - 16th Century Music for Viols. Junto con Rose Consort of Viols. Portrait Classics PCL1005